# Mănăstirea Brazi
Mănăstirea Brazi este o mănăstire ortodoxă din România, situată în orașul Panciu, județul Vrancea. Paraclisul schitului este clasat ca monument istoric, cu cod LMI VN-II-m-B-06546.
Mănăstirea datează din vremea lui Ștefan cel Mare. Este situată la o distanță de aproximativ 1 km sud-vest de orașul Panciu, așezată la poalele Dealului Neicului, pe malul drept al pârâului Hăulita și odihnește moaștele celui care a binecuvântat acest loc, Sfântul Teodosie. Acestea au fost descoperite în paraclisul subteran al mănăstirii. Conform documentelor pe la mijlocul secolului al XVII-lea, doi pustnici - Sava și Teofilact - au întemeiat primul lăcaș, în subteran, alături de un bordei, pentru adăpost.
Odată ajuns la Mănăstirea Brazi, după ce fusese izgonit de la scaunul Mitropoliei Moldovei de către Dumitrașcu Vodă Cantacuzino, Teodosie a fost cel care a ajutat la reconstruirea mănăstirii. A fost decapitat de către tătarii care năvăliseră acolo pentru a jefui mănăstirea, deoarece a refuzat să le predea odoarele mănăstirești.
Moaștele Sfântului Teodosie se găsesc în prezent spre închinare în noul paraclis de la mănăstirea Brazi.